# Filefjell Kongevejen
Filefjell Kongevejen er navnet på den gamle sti over Filefjell, et bjergområde mellem Lærdal i Sogn og Fjordane fylke og Valdres i Oppland fylke i Norge. Det er den historiske hovedrute mellem Vestlandet og Østlandet. 
På grund af det stedvis våde og sumpede landskab i dalbunden går den gamle sti længere oppe på bjerget end den moderne asfalterede vej i dag, men den gamle sti bruges stadig af bjergvandrere. Den fik navn efter kong Sverre Sigurdsson af Norge (1184-1202), som rejste ad denne rute med sin hær. Den første postrute blev lagt her i 1647. Vejen fik officiel status som hovedvej i år 1791.
Maristova i Filefjell (bygget under dronning Margrete 1. i 1390) og Nystuen i Vang (først nævnt i 1627, men antages at være meget ældre) er gæstehuse for rejsende langs vejen. Værterne ved overnatningsstederne blev betalt af kongen for at betjene rejsende langs vejen. Ordningen ophørte i 1830.